# Johannes Haase
Johannes Haase (* 26. Januar 1760 in Rhoden; † 20. November 1833 ebenda) war ein deutscher Provisor, Bürgermeister und Politiker.

## Leben
Haase war der Sohn des Oberkämmerers Georg Heinrich Haase (* 14. April 1721 in Rhoden; † 9. Dezember 1787 ebenda) und dessen Ehefrau Clara Elisabeth Klaus (getauft 8. August 1728 in Rhoden; † 10. Juni 1815 ebenda). Er war evangelisch und heiratete am 20. November 1781 in Rhoden Christine Elisabeth Herbold (* 4. September 1763 in Rhoden; † um 1802), die Tochter des Johann Christian Herbold und der Maria Catharine Klüsener. Nach dem Tod der ersten Ehefrau heiratete er am 15. Januar 1804 in Rhoden in zweiter Ehe Susanne Catharine Fischer (* 18. Februar 1759 in Rhoden; † 22. Januar 1829 ebenda), die Witwe des Landstandes, Bäckermeisters und Bürgermeisters in Rhoden Johann Jacob Schumann und Tochter des Johann Henrich Fischer und der Anna Elisabeth.
Haase war Provisor in Rhoden. Dort wurde er auch Ober-Kämmerer und amtierte von Jahresanfang 1826 bis Jahresanfang 1829 als Bürgermeister. Als solcher war er vom 21. Januar 1826 bis zum 14. Februar 1829 Mitglied des Landstandes des Fürstentums Waldeck.